# Chromatide
Pour les articles homonymes, voir CHT.

Schéma d'un chromosome lors de la mitose.
(1) Chromatide. Un des deux nucléofilaments qui constituent le chromosome.
(2) Centromère. Endroit où les deux chromatides se touchent et où les microtubules s'attachent.
(3) Bras court
(4) Bras long.

Une chromatide (Cht) est une molécule d'ADN (le nucléofilament) associée à des protéines histones (PH) et des protéines non-histones (PNH). Une chromatide a la forme d'un bâtonnet qui peut avoir différents degrés de condensation suivant les moments du cycle cellulaire ou l'activité de transcription des gènes.
Cette unité structurale n'apparaît en tant que chromosome que durant les divisions cellulaires (mitose ou méiose). Le reste du temps, l'ensemble des chromatides forme la chromatine.
Chaque chromosome d'une cellule peut être constitué d'une ou de deux chromatides selon son état : juste après une mitose, ou après la deuxième division méiotique, chaque chromosome n'est constitué que d'une chromatide,
le reste du temps, après la réplication de l'ADN, chaque chromosome est constitué de deux chromatides complètement identiques, reliées par le centromère, donnant ainsi aux deux bâtonnets la forme d'un X.